# Shanachie Records
Shanachie Records ist ein mittlerweile US-amerikanisches Independent-Label, das 1976 von Richard Nevins and Dan Collins in Kanada gegründet wurde.
Ursprünglich war es auf Irish Folk, Fiddle-Musik und andere Folkmusik spezialisiert und veröffentlichte die Platten von Planxty, Clannad und The Chieftains.
Im Laufe der Jahre kamen dann auch Country-, Reggae- und Soul-Platten dazu. Mit der aufkommenden Weltmusik-Bewegung wuchs das Label-Repertoire um zahlreiche Musikgenres aus aller Welt, darunter Ska, afrikanische und Lateinamerikanische Musik. 2007 gewann die CD des Soweto Gospel Choir einen Grammy.
1989 kaufte man Yazoo Records von Nick Perls. Seither kommen auf Shanachie auch klassische Jazz- und Blues-Alben heraus. Die Mitschnitte der Fernsehserie Jazz Scene USA werden als DVD vertrieben.
Der Name ist abgeleitet von der englischen Transkription des gälischen Wortes seanchaí für Geschichtenerzähler. Die Aussprache ist ungefähr, je nach Land, "Scha-nahie", "Schä-nahie" oder "Schoh-nahie".

## Shanachie-Künstler (Auswahl)
- Cheap Suit Serenaders
- John Fahey
- Stefan Grossman
- David Lindley
- The Mahotella Queens
- Country Joe McDonald
- Judy Mowatt
- John Renbourn
- Richard Shindell
- The Skatalites
- Steeleye Span
- Maysa Leak